# Lý Quí Chung
Lý Quí Chung (1 tháng 9 năm 1940 – 3 tháng 3 năm 2005), bút danh Chánh Trinh, là một nhà báo, và cũng là một dân biểu và nghị sĩ đối lập dưới thời chính quyền Việt Nam Cộng hòa. Ông từng giữ chức Tổng trưởng Bộ Thông tin trong chính phủ tồn tại 2 ngày của Tổng thống Việt Nam Cộng hòa cuối cùng Dương Văn Minh.

## Tiểu sử
Ông sinh ngày 1 tháng 9 năm 1940 tại tỉnh Mỹ Tho (nay là tỉnh Tiền Giang), nhưng hầu hết thời thơ ấu của ông theo gia đình về Biên Hòa ở từ 3 đến 12 tuổi (1943 - 1952), nơi cha ông làm công chức cho cơ quan hành chánh tỉnh.
Giống như cha mình ông rất yêu chuộng thể thao. Mẹ ông đặt nhiều hy vọng vào tương lai của ông, nên sau khi ông học được 2 năm trường Việt, được chuyển sang trường Pháp học. Không hài lòng với trường này sau 2 năm học bà cho ông lên học nội trú trường Chasseloup Laubat tại Sài Gòn bắt đầu niên học 1951-1952, lớp 8ème (nay là lớp 5). Năm 1954 sau Hiệp định Genève, trường Albert Sarraut từ Hà Nội chuyển vào Sài Gòn sáp nhập vào trường Chasseloup Laubat. Để có đủ lớp học cho học sinh từ Hà Nội vào, trường hủy bỏ chế độ nội trú, mẹ ông chuyển ông lên Đà Lạt vào học nội trú tiếp lại trường Lycée Yersin. Sau khi lấy tú tài I tại đây, năm 1959 ông trở về học tại trường Chasseloup Laubat, lúc bấy giờ đã đổi tên thành trường Jean Jacques Rousseau (bây giờ là trường Lê Quý Đôn), để lấy tú tài II ban Triết.
Sau khi tốt nghiệp trung học ông thi tuyển vào Học viện Quốc gia Hành chánh, học khóa 10 (1963), khóa cuối cùng do Tổng thống Việt Nam Cộng Hòa Ngô Đình Diệm chủ tọa lễ khai giảng. Tuy nhiên, ông cảm thấy mình không thích hợp với ngành này cho lắm, và thường bỏ học la cà ở một số tòa soạn các tờ báo, nơi mà ông có viết bài cộng tác. Trong hai năm cuối trung học, ông đã có bài đăng trên báo thể thao Đuốc Thiêng, bắt đầu từ các bài dịch từ các báo và các tạp chí Pháp. Cũng vì mê say làm báo mà ông đã bị ở lại lớp năm đầu, rồi bỏ học luôn.
Bắt đầu từ những bài báo về thể thao, từ môi trường báo chí, Chung được tiếp cận với đời sống chính trị Sài Gòn, ông đã đi vào con đường hoạt động chính trị, vì " bức xúc trước những bất công, những việc làm phi dân chủ, độc tài của chính quyền Sài Gòn. Rồi phẫn nộ trước sự can thiệp thô bạo của chính quyền Mỹ vào nội bộ của Việt Nam và sự áp đặt các ý muốn và quyền lợi của họ lên đất nước Việt Nam."

### Theo nghiệp báo chí
Khởi đầu từ tờ "Đuốc Thiêng", ông được ông Thiệu Võ, chủ nhiệm tờ báo kiêm phụ trách trang thể thao của tờ "Tiếng Dội Miền Nam", mời vào tờ báo sau làm việc. Sau đó khi được 21 tuổi, ông được ông Phan Như Mỹ rủ về cùng phụ trách phần thể thao cho tờ báo Buổi Sáng. Ông cũng được ông Mỹ giới thiệu viết bài cho tờ báo tiếng Pháp "Journal d’ Extrême Orient". Nhưng chính tại tờ Thanh Việt của ông Tô Yến Châu mới là ông khởi đầu học nghề phóng viên. Sau cuộc đảo chánh ngày 1 tháng 11 năm 1963, khi được phép xuất bản tờ Bình Minh, ông bầu Ứng kéo cả ê kíp Thanh Việt về làm. Đây là lần đầu tiên ông ăn lương phóng viên và hành nghề phóng viên đúng nghĩa.
Sau khi Thượng Hội đồng Quốc gia chỉ định ông Trần Văn Hương làm Thủ tướng vào ngày 29 tháng 10 năm 1964, ông được cha ông khuyến khích xin ra tờ Sài Gòn Tân Văn. Mặc dù chưa đủ tuổi (25 tuổi), ông (24 tuổi) vẫn được cấp giấy phép. Tiền làm tờ báo, là do cha ông, nhưng có lẽ do nhiều bạn bè của cha ông trong Hội Liên trường góp lại, một tổ chức chính trị trá hình của một số trí thức miền Nam dựa vào lá bài Trần Văn Hương. Nhưng tờ này chỉ tồn tại 4 tháng, lâu hơn chính phủ của Trần Văn Hương một tháng.
Sau khi tờ Sài Gòn Tân Văn bị đóng cửa, ông trở lại làm tổng thư ký tòa soạn cho tờ Bình Minh của ông Võ Văn Ứng, lúc này tờ báo không còn ra hàng ngày nữa mà chỉ ra hàng tuần.

### Con đường chính trị
Vào năm 1965 khi đang làm cho tờ Bình Minh, Chung có viết loạt bài vận động sự thành lập một đại học ở miền Tây. Kỹ sư Võ Long Triều, người tự đứng ra phối hợp các cuộc vận động, mời ông nhập nhóm và tham gia các cuộc hội thảo tổ chức ở Cần Thơ để gây áp lực với chính quyền. Khi Thủ tướng Nguyễn Cao Kỳ (lúc đó đang muốn lôi kéo trí thức miền Nam) mời Võ Long Triều vào nội các của mình với tư cách Bộ trưởng Thanh niên, thì Chung được Triều cho làm giám đốc Nha Tác động tâm lý. Nhờ vậy mà Chung lúc đó đang trốn quân dịch, được cấp giấy tạm hoãn 4 tháng.
Nhờ tham dự vào liên danh của Võ Long Triều, lúc đó vừa là người đứng đầu một tập hợp chính trị có tên Phong trào Phục hưng Miền Nam (PTPHMN) trong cuộc bầu cử Quốc hội lập hiến năm 1966, Chung trở thành Dân biểu quốc hội lúc mới tròn 26 tuổi (một trong 7 người thuộc liên danh này). Ông tiếp tục làm dân biểu 3 nhiệm kỳ liên tiếp: 1966-1967, 1967-1971 và 1971-1975 cho tới ngày đất nước thống nhất.
Sau đó nhờ sự tiếp tay của dân biểu Phan Xuân Huy, đơn vị Đà Nẵng, ông được bầu làm trưởng khối Dân tộc, gồm 3 thành phần: các dân biểu Phục hưng miền Nam, các dân biểu Phật giáo và một số dân biểu độc lập. Khối Dân tộc trở thành khối dân biểu đối lập đầu tiên trong quốc hội Sài Gòn, do lập trường chống chính quyền quân sự và chống chiến tranh.
Ngày 29 tháng 4 năm 1975 Lý Quí Chung được đề cử làm Tổng trưởng Thông tin trong Chính phủ của Thủ tướng Vũ Văn Mẫu. Lý Quý Chung thuộc thành phần thứ 3, tức là trung lập, không theo Chính quyền Thiệu cũng như theo Mặt Trận giải phóng.
Theo lời kể của ông và 1 số tướng tá khác như Nguyễn Chánh Thi, Nguyễn Hữu Hạnh, thì sáng ngày 28 tháng 4, sĩ quan tình báo Pháp Francois Vanussème đã tới gặp Tổng thống Dương Văn Minh, đề nghị Việt Nam Cộng hòa hãy kêu gọi Trung Quốc đem quân tấn công vào Việt Nam để cứu vãn tình hình. Một nhân viên ngoại giao Trung Quốc đã đề nghị Quân đội Sài Gòn hãy cố thủ Vùng 4 Chiến thuật, hứa hẹn Trung Quốc sẽ đem quân đánh vào biên giới miền Bắc Việt Nam để giải vây. Duơng Văn Minh, vốn đã được Ban Binh vận Trung ương Cục miền Nam thông qua em trai là Dương Thanh Nhựt (bí danh Mười Ty, Đại tá Quân Giải phóng Miền Nam), gia đình cũng như ông Hạnh thuyết phục từ trước, đã từ chối và nói: 
| “ | Tôi cảm ơn thiện chí của ông, nhưng trong đời tôi, tôi đã từng làm tay sai cho Pháp, rồi tay sai cho Mỹ, đã quá đủ rồi. Tôi không thể tiếp tục làm tay sai cho Trung Quốc. | ” |

### Sau ngày thống nhất
Lý Quý Chung là một trong những nhân vật chế độ cũ được miễn đi học tập cải tạo. Sau đó ông tiếp tục viết báo, "đó là cái nghề tôi yêu và say mê – cái nghề duy nhất tôi chọn lựa cho đời mình", ban đầu là phó chủ bút đặc trách văn hóa xã hội cho tờ Tin Sáng đến khi nó được cho là "đã hoàn thành nhiệm vụ". Sau đó ông chuyển sang làm phụ trách trang thể thao của báo Sài Gòn Giải Phóng. Làm cho Sài Gòn Giải Phóng được 10 năm, khi có một số người cho rằng ông đã là ‘‘quả chanh đã hết nước rồi’‘, ông chuyển sang làm cho tờ Lao động, rồi sau đó Tia Sáng, Kiến Thức Gia đình (thuộc báo Nông nghiệp Việt Nam).

## Tác phẩm
Hồi ký không tên Nhà xuất bản Trẻ, TP HCM, 2004

## Phát biểu
- Về vai trò tờ báo Sài Gòn Tân Văn đối với ông: "…tờ báo đã cung cấp cho tôi một "mảnh đất" đầu tiên hết sức quý giá để đi sâu vào cái nghề mà chỉ có thực tiễn mới dạy cho mình những bài học sâu sắc nhất. Mặt khác, tờ Sài Gòn Tân Văn cũng chỉ ra cho tôi thực tế đầu tiên gắn báo chí với đấu tranh xã hội và dân chủ. Từ tờ báo Sài Gòn Tân Văn cho đến mãi sau này, tôi luôn coi nghề báo không thể tách rời các cuộc đấu tranh cải tiến xã hội, bảo vệ dân chủ và lẽ phải. Một nhà báo dứt khoát phải là một trí thức dấn thân."[6]
- Quan hệ cha con vì ông hợp tác với Đảng cộng sản: "Những chuyện xảy ra cho gia đình tôi đã biến cha tôi từ một người hồ hởi đón chào Cách mạng, nô nức chờ bạn bè đi kháng chiến trở về, biến thành một người ác cảm với cộng sản và từ luôn con trai của mình vì nó… hợp tác với cộng sản. Phải một năm sau tôi mới có dịp đọc tác phẩm Sông Đông êm đềm của nhà văn Nga M. Sôlôkhôp. Sao có nhiều chuyện giống thế."[6]
- Gánh nặng vì bị cho là người của "chế độ cũ": "...Tuy nhiên không thể chối cãi trong 30 năm viết báo và làm báo trong chế độ xã hội chủ nghĩa, tôi vẫn phải gánh trên lưng mình cái lý lịch "Viên chức cao cấp chế độ cũ". Có lúc tưởng nó được cất đi nhưng rồi một vụ việc gì đó xảy đến lại nhắc nhở tôi rằng "nó"...vẫn còn y nguyên đó. Lâu ngày như kẻ dị tật, mang sẵn "cái bướu" trên lưng mình, tôi quen dần với "nó" hoặc cố gắng phớt lờ "nó"."[4]
- Nhận xét về Hà Nội, khi được báo Tin Sáng cử ra thủ đô cuối năm 1975 theo dõi phiên họp của Quốc hội triệu tập sau khi đất nước thống nhất: " Khi vào đến Hà Nội, tôi yêu ngay cái thành phố đã có sẵn trong ký ức của tôi qua các tác phẩm của Khái Hưng, Nhất Linh. Sự tưởng tượng lãng mạn của tuổi thơ khi đọc sách, kỳ diệu thay, lại khớp với cảnh vật Hà Nội bày ra trước mắt. Với tôi Hà Nội dường như đã đứng yên như thế qua bao thập niên "chờ đợi" tôi. Ngay lúc đó tôi đã nhận ra vẻ đẹp thầm kín và quyến rũ của Hà Nội sau chuyến đi đó tôi nói với bạn bè ở Sài Gòn rằng Hà Nội là một thủ đô rất đẹp của đất nước. Và tôi không thể tưởng tượng ở đó tôi còn có cơ hội gặp lại lần lượt tất cả những nhân vật huyền thoại mà tôi cứ ngỡ rằng đã thuộc về lịch sử văn học xa xôi, chỉ tồn tại trong sách vở như Văn Cao, Nguyễn Tuân, Xuân Diệu, Huy Cận,..."[4]
- Nhận xét về thủ tướng Võ Văn Kiệt: "Tiếp xúc với ông Kiệt, tôi chưa bao giờ cảm nhận có một khoảng cách về địa lý – ngay cả lúc gặp ông đang làm Thủ tướng chính phủ tại Hà Nội – hay một khoảng cách giữa người xuất thân từ chế độ cũ với người cộng sản đang làm lãnh đạo. Sự chân thật, thẳng thắn không quan liêu, một tấm lòng vì dân vì nước, cùng sự lắng nghe xung quanh, dám có ý kiến dứt khoát khi cần ở ông cho tôi một hình ảnh mẫu về người cộng sản Việt Nam."[4]